# Каслдермат
Каслдермат (англ. Castledermot; ирл. Díseart Diarmada, Дишярт-Диармада, «пустынь Дермата») — деревня в Ирландии, находится в графстве Килдэр (провинция Ленстер) у трассы N9.

## Демография
Население — 887 человек (по переписи 2006 года). В 2002 году население составляло 726 человек.
Данные переписи 2006 года:
| Общие демографические показатели |               |                               |                               |      |      |
| Всё население                    | Всё население | Изменения населения 2002—2006 | Изменения населения 2002—2006 | 2006 | 2006 |
| 2002                             | 2006          | чел.                          | %                             | муж. | жен. |
| 726                              | 887           | 161                           | 22,2                          | 435  | 452  |